# Jane Carr
Jane «Jennie» Carr (11 de febrero de 1867-15 de abril de 1912) fue una pasajera de tercera clase del RMS Titanic que pereció en el naufragio del transatlántico.

## Biografía
Hija de Thomas Carr, granjero, y Bridget Goldrick, Jane nació en Castlerock, en Aclare, Tobbercurry (condado de Sligo, Irlanda). Jane tenía, al menos, seis hermanos: Catherine (nacida en 1855), James (nacido en 1858), Michael (nacido en 1859), Mary Marie (nacida en 1861), Bridget (nacida en 1864) y Thomas (nacido en 1872).
Jane emigró a América en 1889, llegando a Nueva York el 4 de mayo a bordo del SS City of Berlin. Residió en Springfield, Massachussets, donde trabajó como empleada doméstica y cocinera. Posteriormente ejerció de ama de llaves y cocinera en la residencia del Dr. Sidney A. Burnap en Windsor Locks, Connecticut, habiendo trabajado anteriormente en Hartford. Su último empleo fue como cocinera en el Chicopee Falls Hotel, cerca del cual vivían varios de sus sobrinos. Su padre murió en Irlanda el 29 de agosto de 1893 a los setenta y tres años, falleciendo su madre al año siguiente.
Jane regresó a su país natal en 1909 con el fin de quedarse un tiempo allí, estableciéndose en la casa de su hermana Catherine en el condado de Sligo. Jane figura en el censo de 1911 como residente en el número 14 de Castlerock, figurando también su hermana Mary, quien aparece como soltera. Pese a su intención de permanecer más tiempo en Irlanda, Jane se vio obligada a regresar a Estados Unidos antes de lo previsto tras ser advertida por su amiga Catherine O'Leary de que el banco en el que guardaba sus ahorros, el Windsor Locks Savings Bank, se hallaba en apuros debido a la malversación de fondos llevada a cabo por el cuñado de Burnap, Alfred Woods Converse. Según medios contemporáneos, el 14 de enero de 1912 Alfred se hallaba limpiando su revólver cuando este se disparó mientras era confrontado por las autoridades bancarias, siendo trasladado de inmediato a la casa de Burnap, donde se produjo su deceso la madrugada del día 16 del mismo mes.
Jane subió a bordo del RMS Titanic en Queenstown el 11 de abril de 1912 como pasajera de tercera clase con el billete número 368364. La noche del 14 del mismo mes el transatlántico impactó contra un iceberg, hundiéndose en las primeras horas de la madrugada del día siguiente. Jane pereció en el naufragio y su cuerpo, en caso de haber sido recuperado, nunca fue identificado. Sus ahorros, valorados en 113 libras, fueron entregados a su hermano Michael el 9 de agosto de 1912.